# SH-3海王直昇機

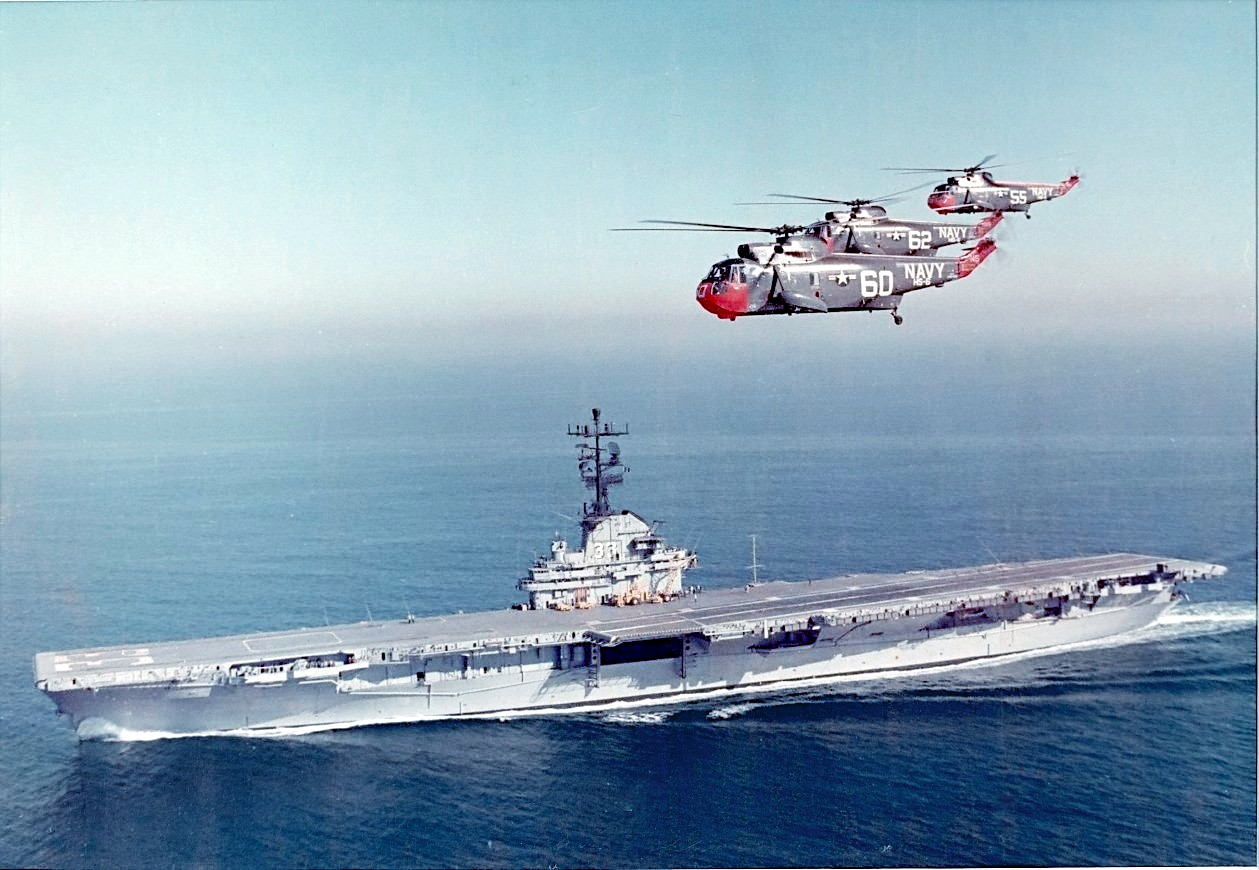
1960年代的HS-6。背為奇爾沙治號航空母艦

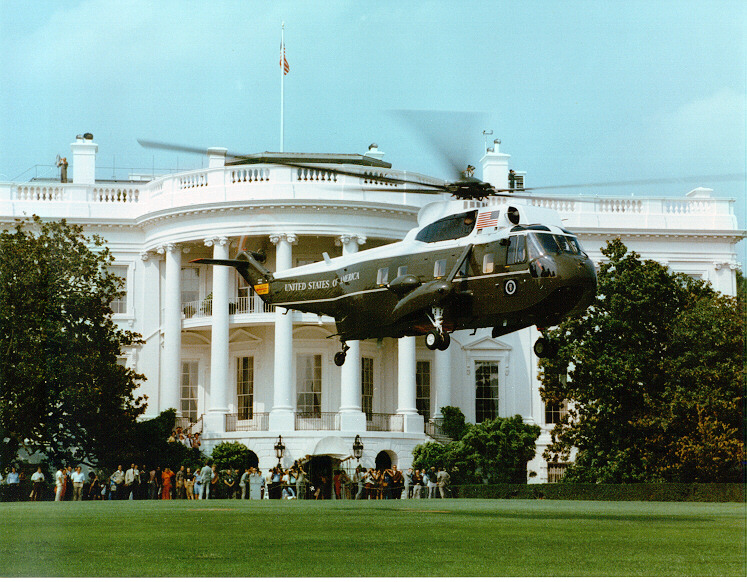
海軍陸戰隊用海王做美國總統專機－陸戰隊一號

SH-3「海王」直升機（SH-3 Sea King，在製造商內部則另使用 S-61的編號），是一款雙引擎反潛直升機，由美國直升機製造商西科斯基飞机公司設計製造，服役於美國海軍和其他多國。除了在美國本土製造外，並授權給日本、英國、義大利等國家的特定廠商自行製造。除了軍用的SH-3之外，也有民用的雙生版本西科斯基S-61。

## 歷史
1957年，西科斯基公司獲得合約製造全天候兩棲直升機，同時有偵查與獵殺潛艦功能。1959年3月11日原型機首飛，1961年6月HSS-2交付海軍評估。1962年改裝成SH-3A，SH-3A可以反潛也能反艦和救援、運輸、通訊、行政專機和空中預警機等多功能一體。

## 設計構造

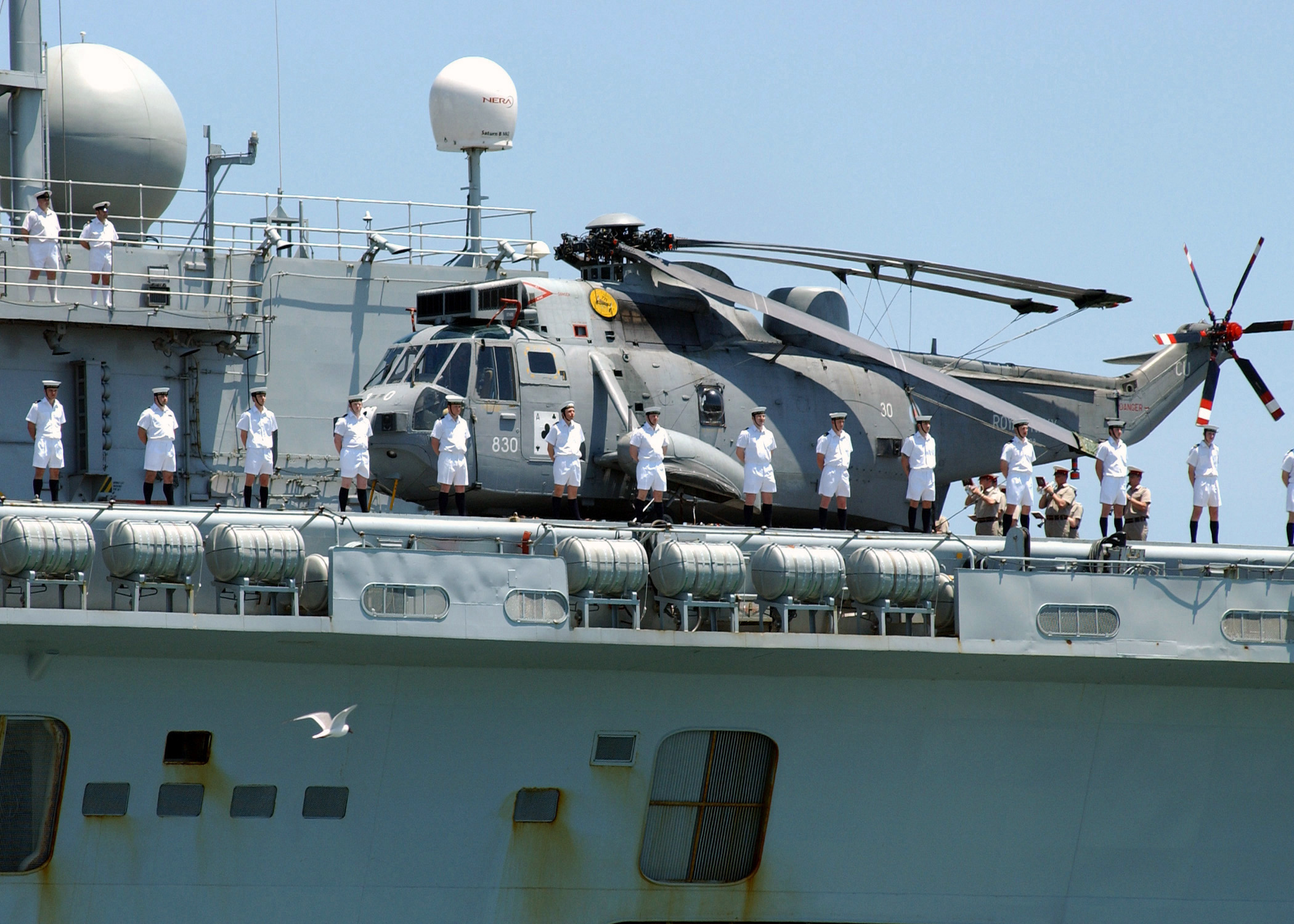
停在無敵號航空母艦（HMS Invincible R05）甲板上的英製韋斯特蘭HAS6。2004年時攝於美國的佛羅里達州傑克森維爾海軍航空站（NAS Jacksonville）。

設計基於船艦操作，所以五個主翼和尾翼都可拆卸或摺疊，更換兩棲套件後還能降落於水上，但是這有一定風險所以只用於緊急狀況，而機體就算掉入水中也能防水一段時間，兩短翼還能配備氣囊浮起，就像飛機用的救生衣。
海王的任務裝備非常廣泛，典型的有四枚魚雷，四個水雷或兩枚海鷹反艦飛彈以保護航空母艦編群，反潛裝備有聲納吊艙和磁性探測器與資料鏈軟體。擔任救援任務時可以搭載22名生還者或9具擔架和2位醫護員，用兵時可以搭載22名武裝兵。

## 服役
美國海軍自1961年6月起陸續啟用海王直升機。在服役初期所使用的機種編號原為HSS-2，直到1962年時統一航空器命名系統啟用時，才改為SH-3A。海王的主要任務為艦隊反潛作戰，除了偵察與追蹤鄰近的蘇聯潛艦之外，必要時也可進行攻擊任務。除了反潛之外，SH-3也經常被用於執行包括搜救、運輸、反艦與空中預警等任務型態。
在航空母艦上，SH-3經常被當作護衛機（plane guard）使用，負責執行伴飛任務，當發生飛機起降失敗落水時可立即進行救援。
除了軍事用途外，SH-3也在早期的太空任務中扮演了一定的角色。1962年5月24日，當水星-擎天神7號（Mercury-Atlas 7）載人太空任務的太空艙降落回地球表面時，就是由SH-3負責回收。另外，在1971年2月9日阿波羅14號登月任務結束時，也是由一架配屬於紐澳良號兩棲突擊艦（USS New Orleans LPH-11）上的SH-3A負責將降落在南太平洋海面上的太空艙打撈回來。
1990年代美國海軍逐漸用SH-60「海鷹」（Seahawk）取代諸多海王反潛角色，但是其他角色上還是可以看到海王，而還是有許多國家用海王於反潛功能。所有美國海軍的海王都已經轉用於後勤、支援、搜索救援、測試、專機等。最後用於戰鬥的海王是戰鬥支援第二分隊（HC-2）於2006年1月27日於維珍尼亞州諾福克最後飛行後退役。
1962年時，負責美國總統專機任務的海軍陸戰隊第一直升機中隊（HMX-1）啟用海王的衍生版本VH-3A作為該部隊的配機。當美國總統登上HMX-1配屬的多架VH-3之其中一架時，該機會換上海軍陸戰隊一號（Marine 1）的呼號（副總統登機時則稱為「海軍陸戰隊二號」）。目前HMX-1是交互操作較新型的VH-3D與1988年之後才開始配屬、更新穎但體型較小的VH-60N「白鷹」（WhiteHawk，是陸軍所操作的UH-60「黑鷹」之VIP版本），作為美國總統的配機。

## 衍生型

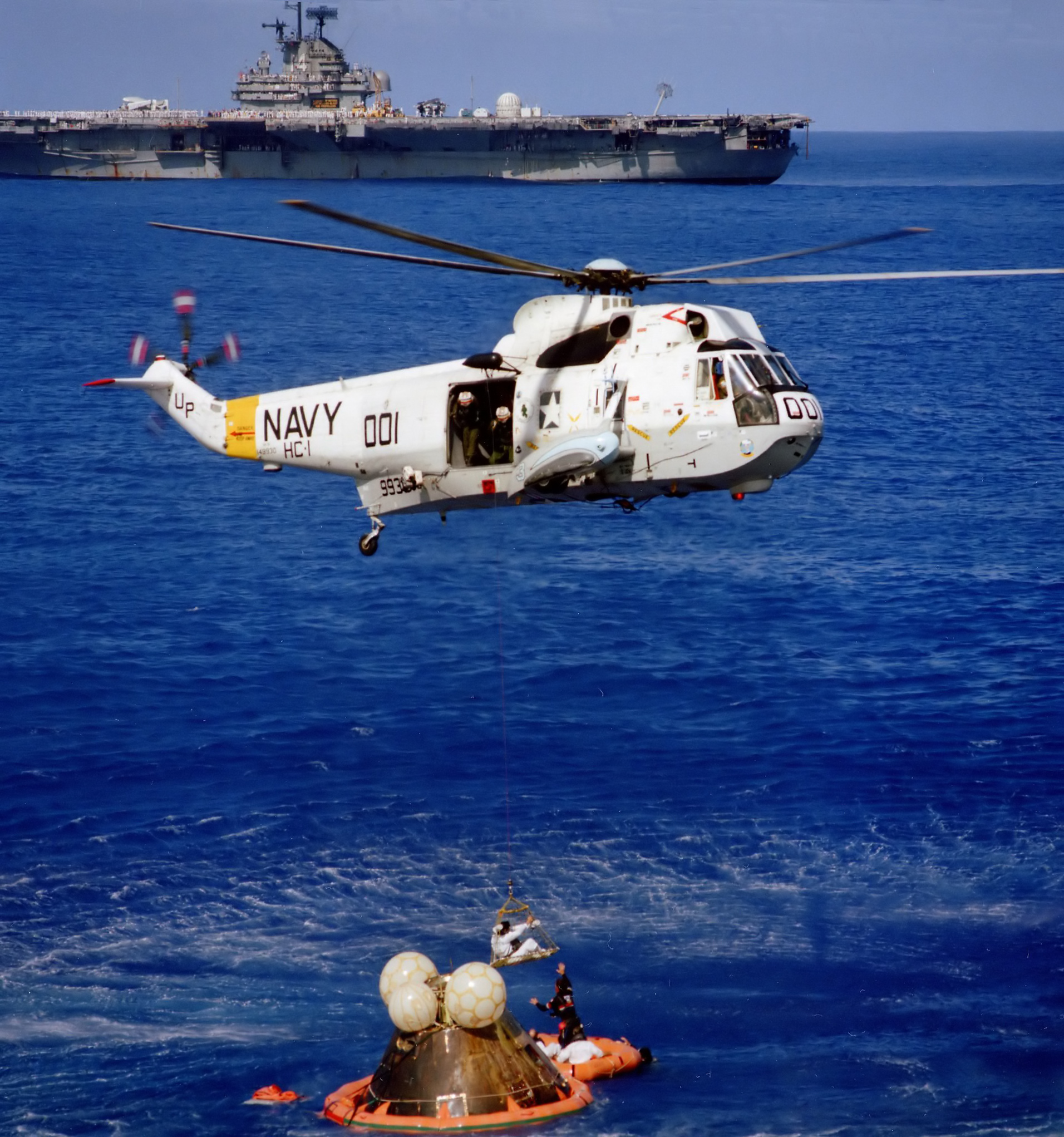
SH-3A於阿波羅17號太空船回收任務，實際的背景是提康德羅加號航空母艦
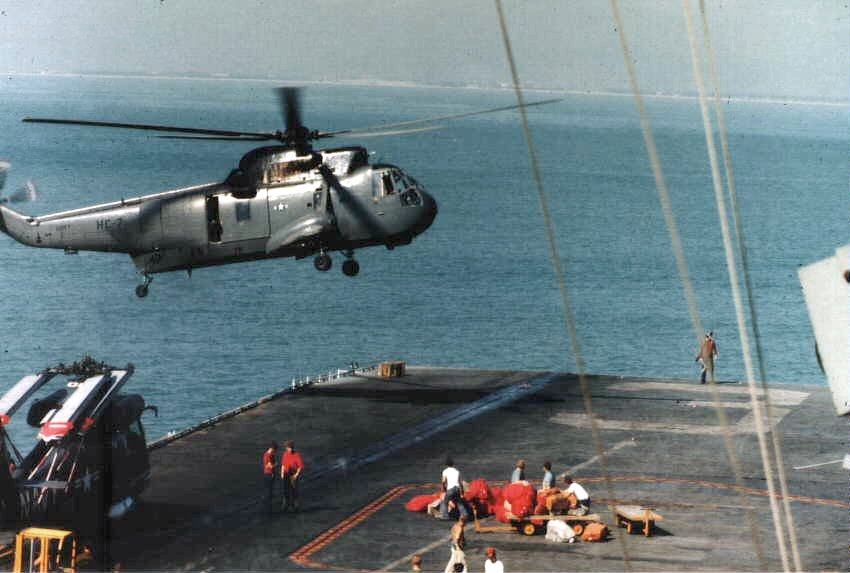
HH-3A於好人理查號航空母艦
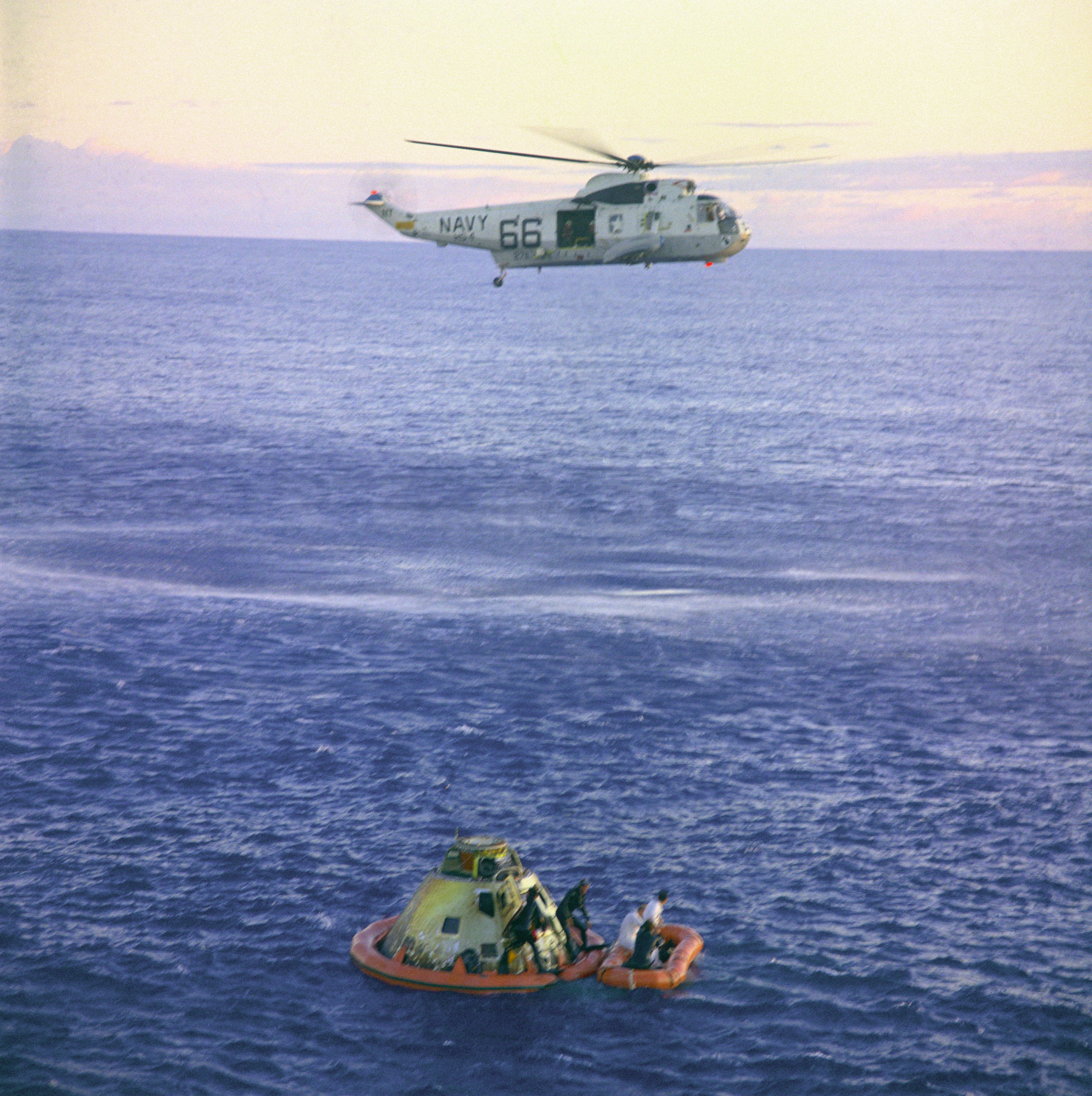
SH-3D回收阿波羅11號
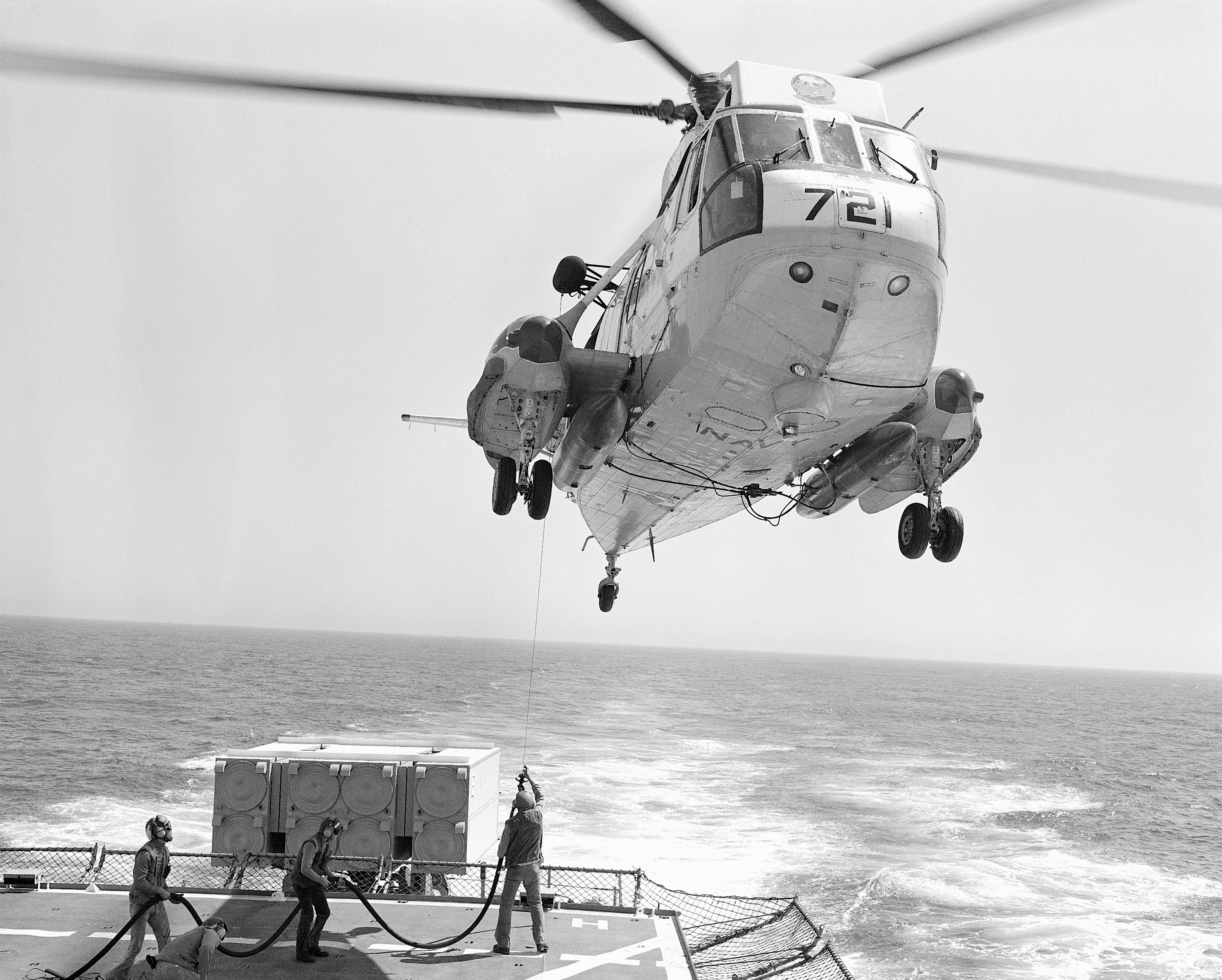
SH-3G，1981年
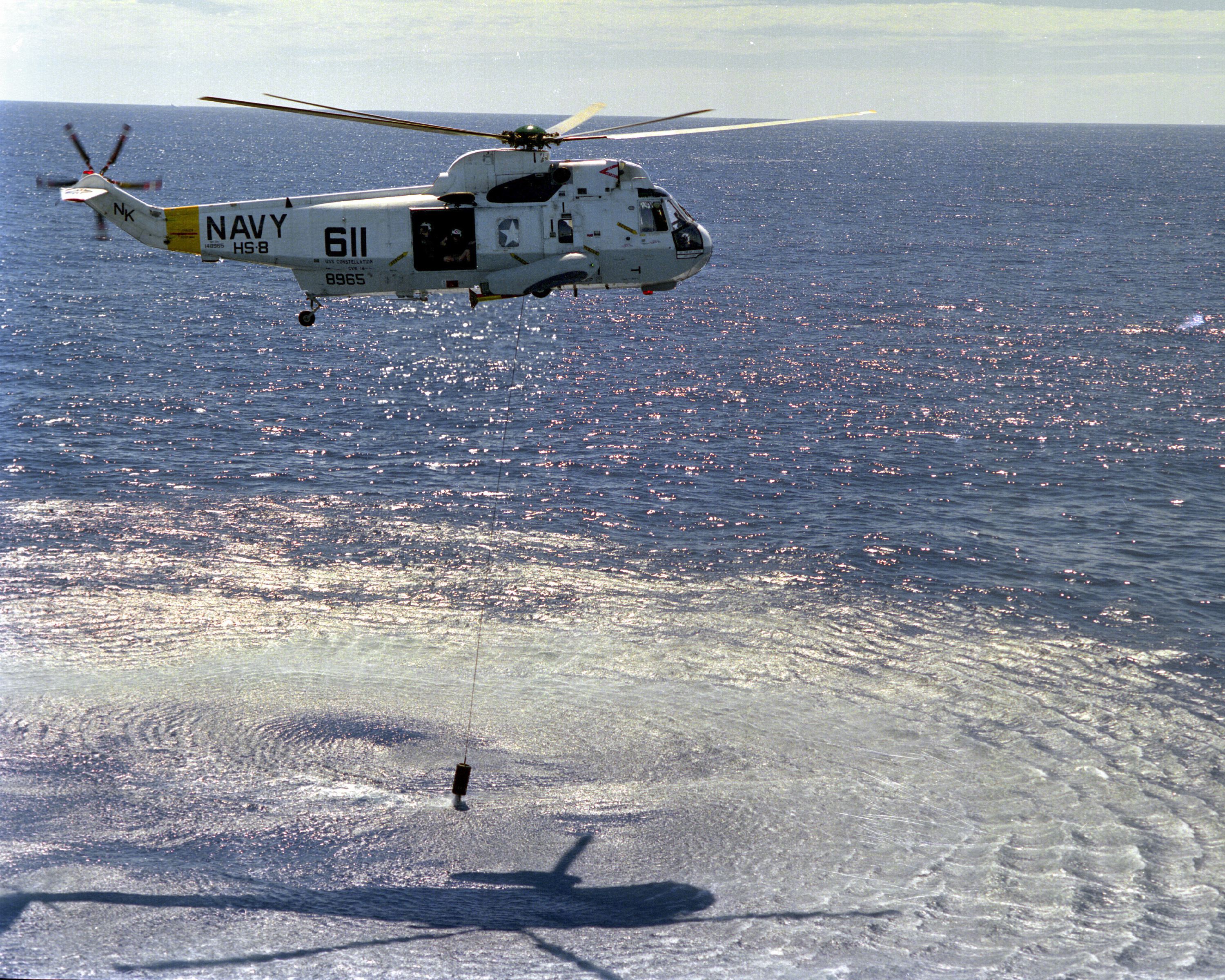
SH-3H裝備聲納
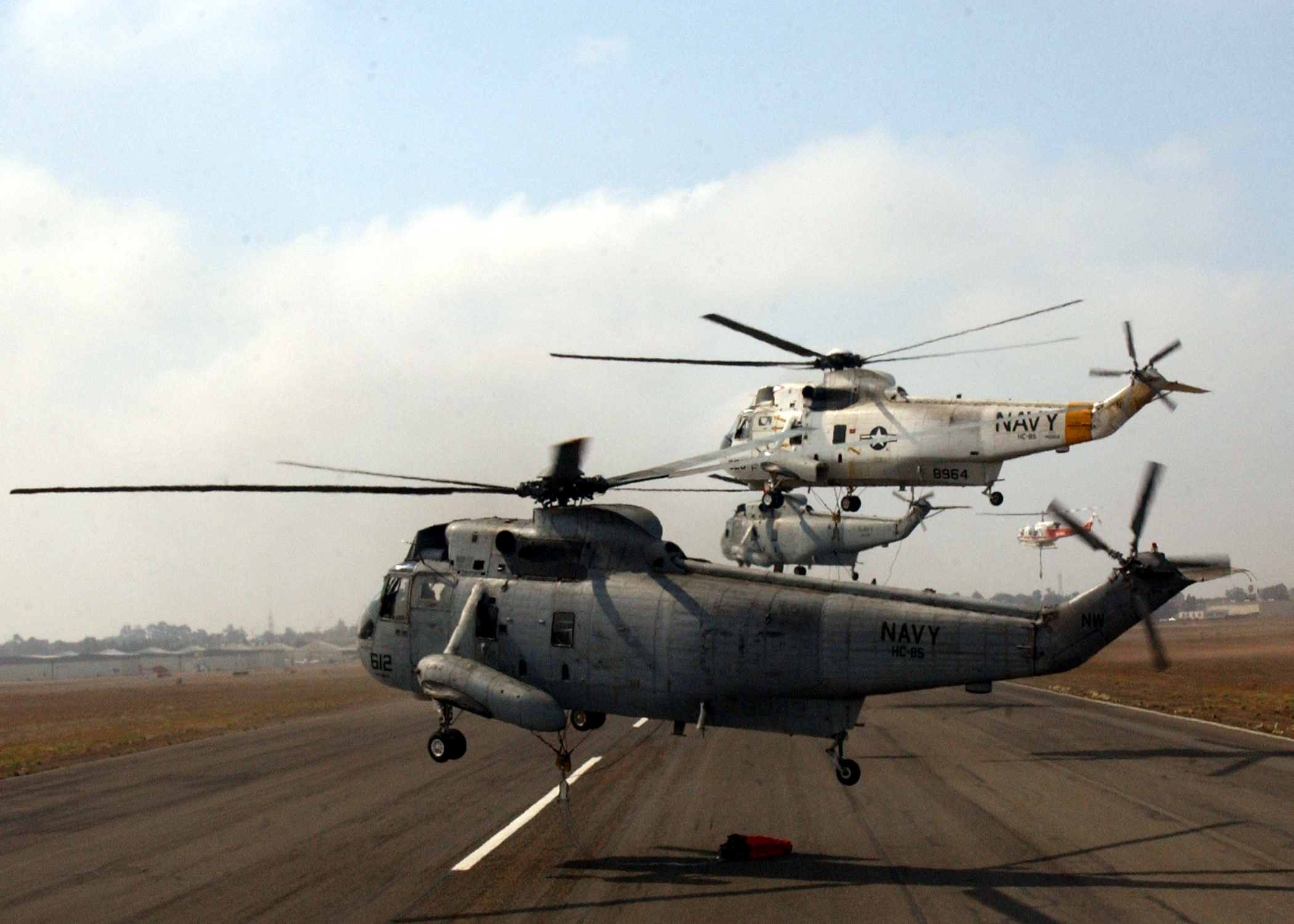
多架UH-3H海王直升機在降落
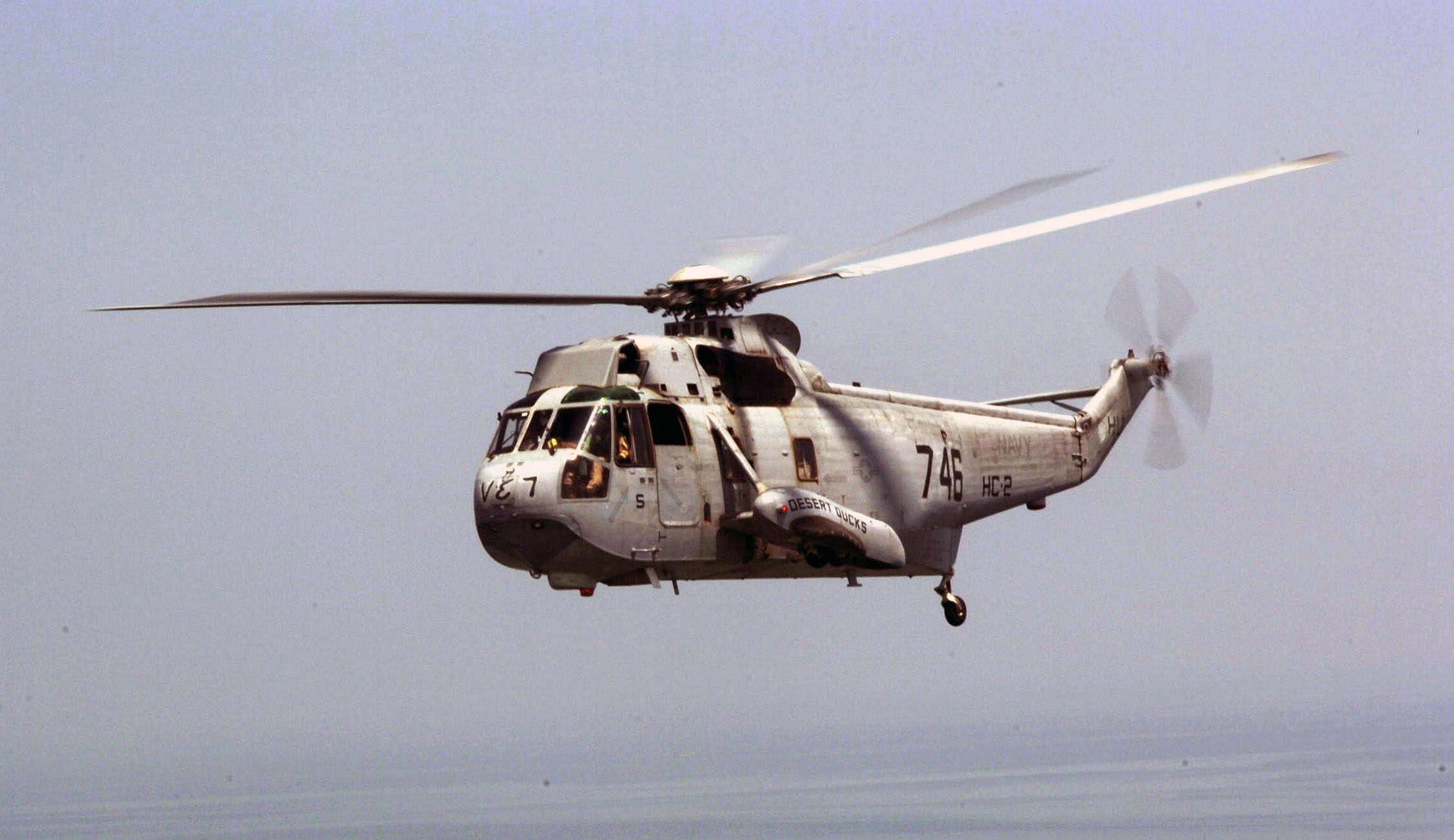
美國海軍航母用UH-3H
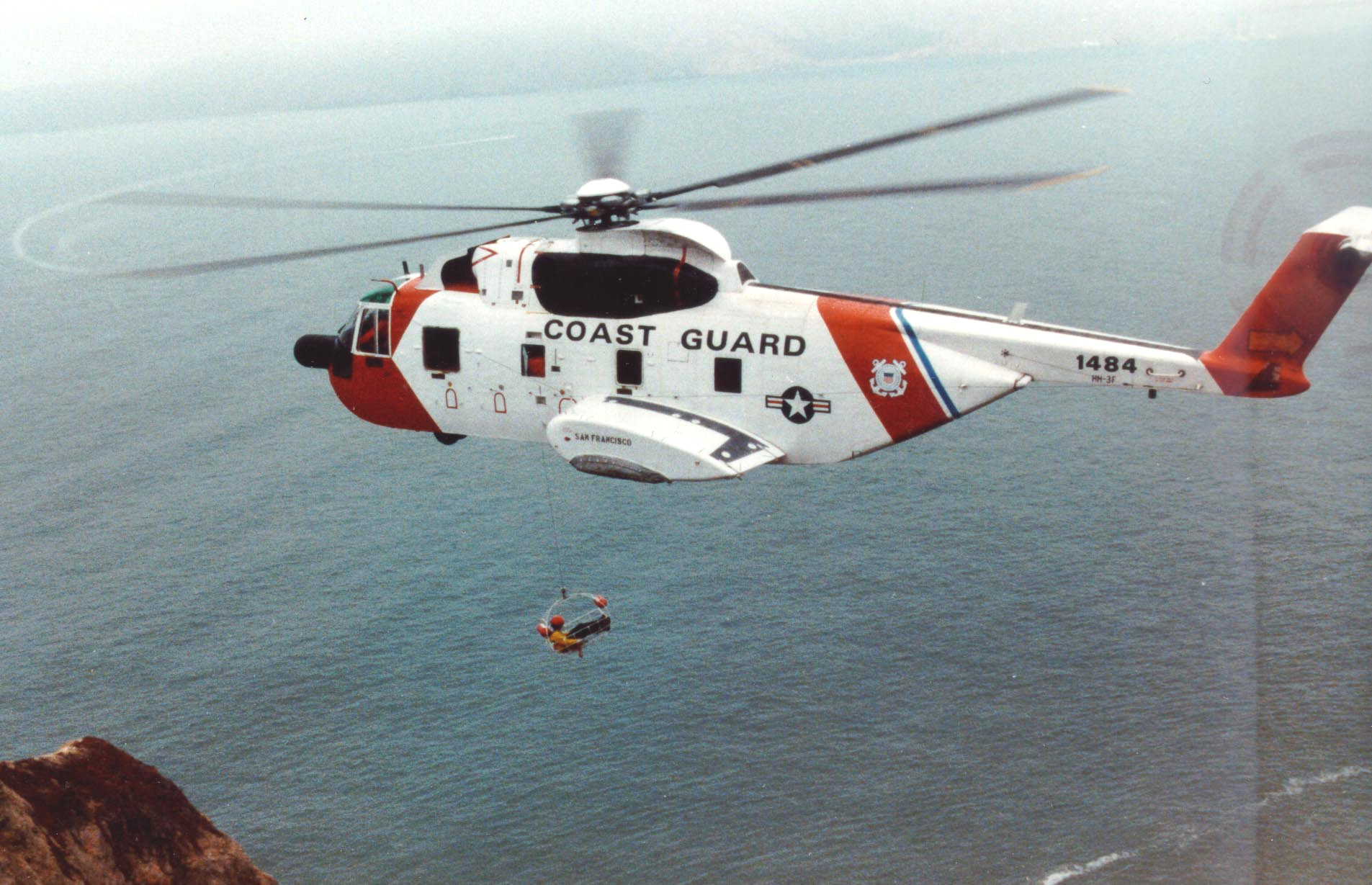
美國海岸防衛隊用機
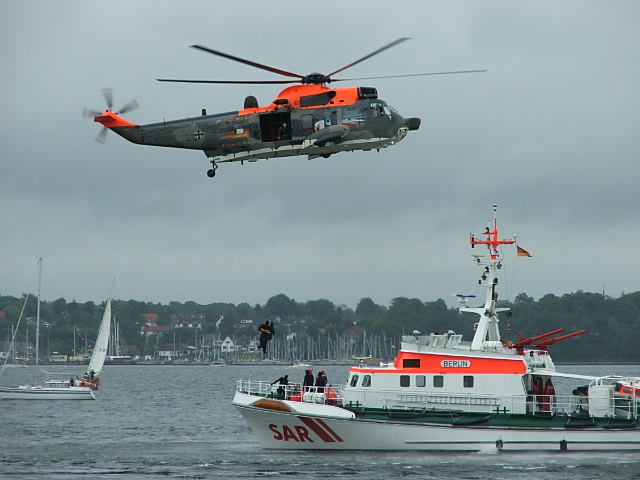
德國用型

### 美軍使用型

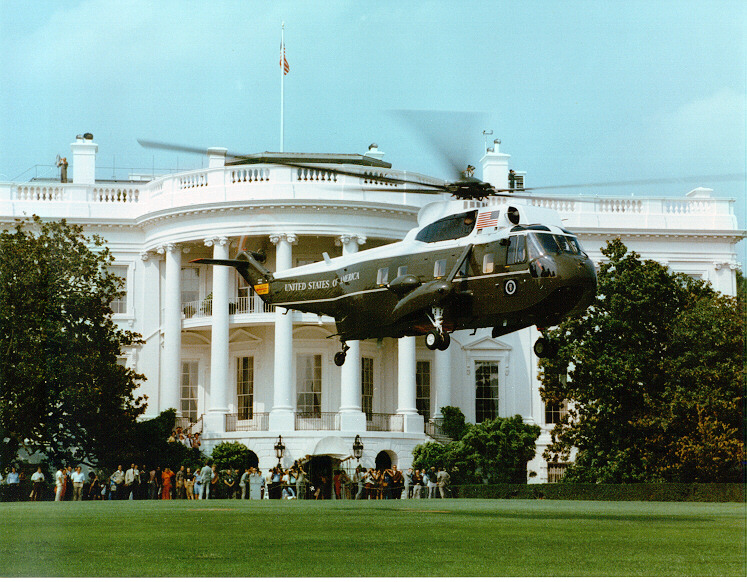
一架VH-3D“海军陆战队一号”从 白宫南草坪起飞

XHSS-2僅有一架的H-3實驗機
YHSS-2原型實驗機。有七架在美國海軍
SH-3A反潛機 美國海軍（245 架）；從HSS-2設計而來
HH-3A偵搜救援（12 架都是由SH-3A改裝來）
CH-3A美國空軍運輸版（3 架從SH-3A改裝來後來又改裝成 CH-3B）
NH-3A實驗機，改裝機翼和引擎（1 架 由SH-3A改裝）
RH-3A美國海軍掃雷機（9 架由SH-3A改裝來）
VH-3A美國陸軍和海軍陸戰隊行政專機（8 架，加上2架 SH-3A (STAKE) 從受損的直昇機維修改裝來，1架是YHSS-2 1架是SH-3A）
CH-3B美國空軍運輸版
SH-3D (S-61B) (HSS-2A)美國海軍反潛機（73 架 還有2架從SH-3A改來），外銷伊朗
SH-3D (S-61B)反潛機，外銷西班牙（6 架）
SH-3D-TS反潛機
VH-3D美國海軍陸戰隊行政專機
SH-3G美國海軍貨機（105 架從SH-3A 和 SH-3D改裝來）
SH-3H (HSS-2B)美國海軍反潛機（從舊機型改來）
SH-3H AEW空中預警機，外銷西班牙
UH-3H美國海軍貨機

### 西科斯基公司型號

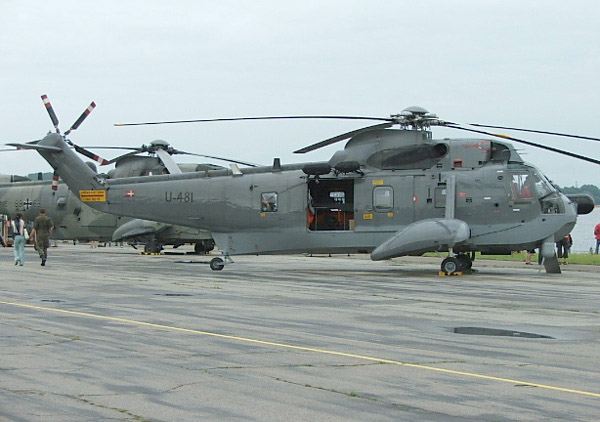
丹麥空軍S-61A加長型

S-61公司設計版
S-61A外銷丹麥版
S-61A-4 Nuri運輸和偵蒐救援 外銷馬來西亞海軍，可載31兵員（38架）
S-61A/AH偵查偵蒐救援南極用
S-61B反潛機 外銷日本自衛隊
S-61D-3外銷巴西海軍
S-61D-4外銷阿根廷海軍
S-61NR偵蒐救援 外銷阿根廷空軍
S-61L/N
民用版。
S-61R
S-61R 服役於美國空軍改型號為CH-3C/E Sea King 和 HH-3E Jolly Green Giant，也用於美國海岸防衛隊與義大利空軍的HH-3F Sea King（暱稱 "Pelican"）
S-61V公司設計版 VH-3A（1 架印尼專用）

### 加拿大型
CH-124：加拿大反潛型
加拿大購買41架海王於1963，購型為CHSS-2 Sea King
CHSS-2零件向西科斯基公司購買但是於蒙特婁加拿大工廠裝配（現為Pratt & Whitney Canada公司），Sikorsky子公司-聯合技術公司，於1968年把CHSS-2重新改裝為CH-124型

### 韋斯特蘭公司型號

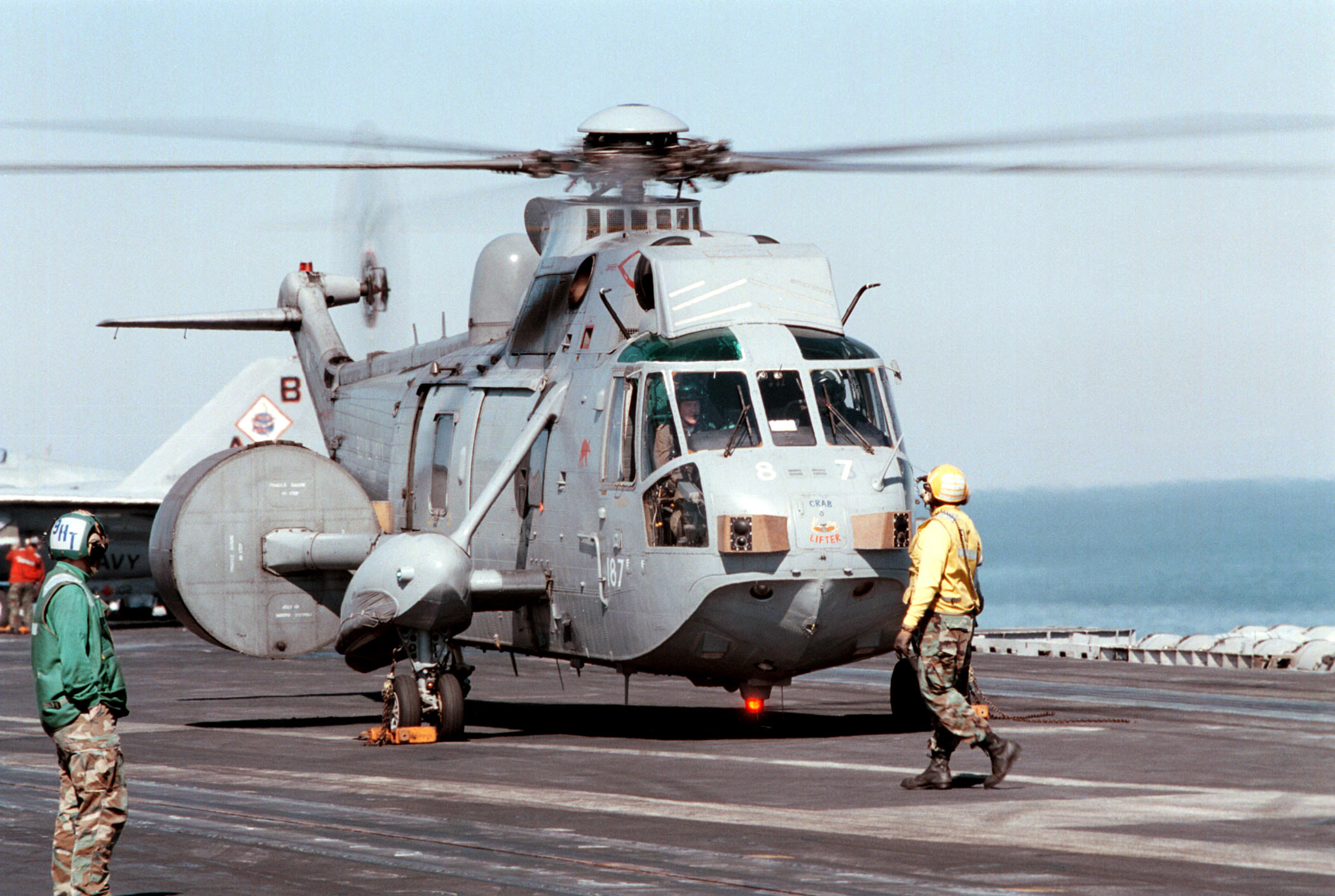
英國Sea King AEW型

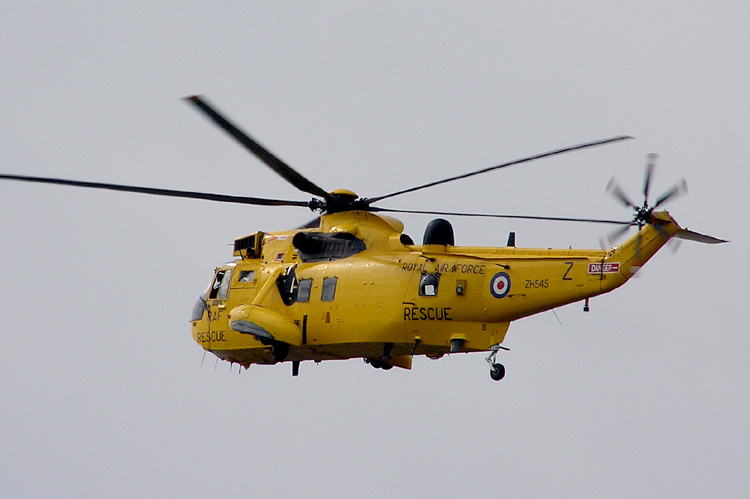
英國救援型（黃塗裝）

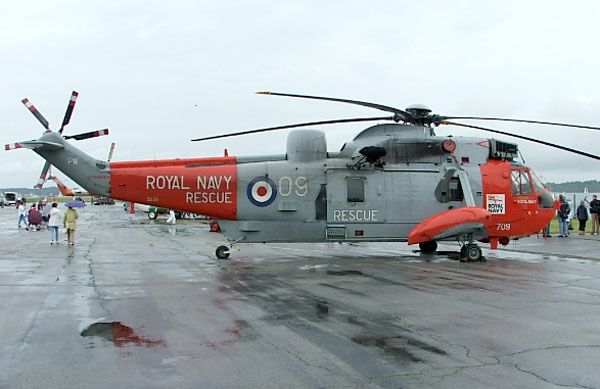
英國救援型（紅塗裝）

韋斯特蘭海王式直升機是英國韋斯特蘭飛機公司獲得美方授權生產的SH-3。以針對英國皇家海軍特別設計，裝備2具勞斯萊斯製渦輪引擎和英國航電系統及反潛裝備。首飛於1969年，1970年服役，除了英國以外也外銷至其他國家。
HAS 1
英國皇家海軍使用的反潛型號，與SH-3D大致相同。 但裝備2具勞斯萊斯 Gnome H1400引擎及英製裝備。
HAS 2
英國皇家海軍使用的反潛型號，與HAS 1相比，加大儲油量，也改用六漿旋翼。
HAR 3
英國皇家空軍使用的搜救型號。
HC 4
英國皇家海軍使用的運輸型號。 
HAS 5
英國皇家海軍使用的反潛型號。

### 奧古斯塔公司型號
AS-61公司版H-3 Sea King基於售權義大利生產執照
AS-61A-1義大利外銷馬來西亞版
AS-61A-4售權生產版，運輸與救援型
AS-61N-1 Silver：售權生產版 S-61N，但機艙較小
AS-61VIP售權生產版，行政專機型
ASH-3A (SH-3G)：售權生產版 運輸型
ASH-3D售權生產版，反潛型，用於義大利、巴西、祕魯、阿根廷
ASH-3TS售權生產版ASH-3D/TS行政專機型
ASH-3H售權生產版，反潛型

### 三菱公司型號

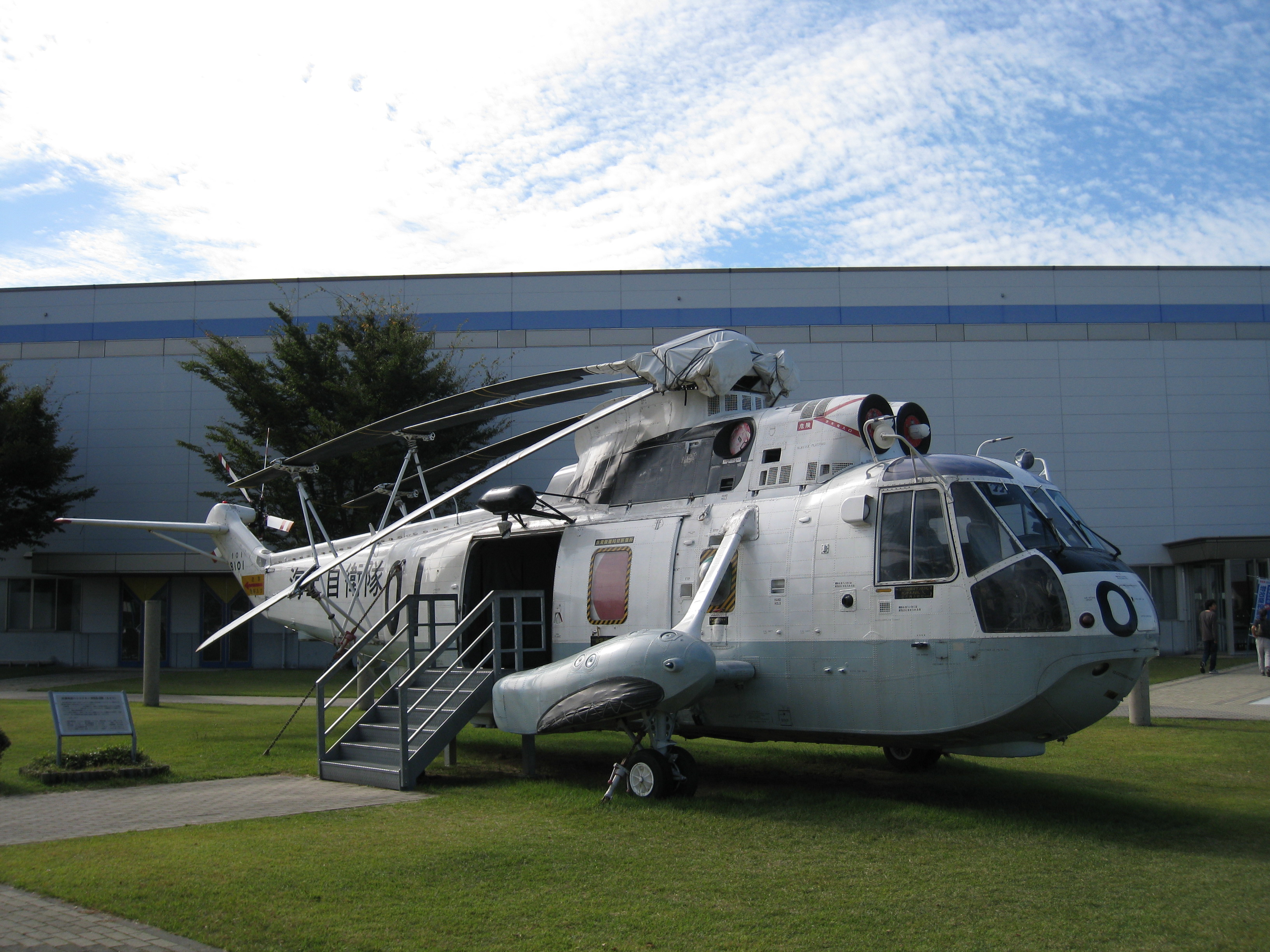
一架在石川縣小松市石川縣立航空廣場（石川県立航空プラザ）內進行靜態所展示的日本海上自衛隊三菱HSS-2B。

S-61A授權製造版S-61A，用海上自衛隊於搜索和救援（18架）
HSS-2授權製造版S-61B，用於反潛攻擊（55架）
HSS-2A授權製造版S-61B(SH-3D)，用於反潛攻擊（28 架）
HSS-2B授權製造版S-61B(SH-3H)，用於反潛攻擊（23 架）

## 服役國
- 阿根廷
- 比利时
- 巴西
- 加拿大
- 丹麦
- 埃及
- 德国
- 挪威
- 印度
- 伊朗
- 伊拉克
- 爱尔兰
- 義大利
- 日本
- 马来西亚
- 巴基斯坦
- 秘魯
- 沙烏地阿拉伯
- 西班牙
- 泰國
- 委內瑞拉
- 英国：英國皇家海軍，曾參與英國戰爭史上最遠距離的戰爭--福克蘭戰爭。
- 美国
- 乌克兰：俄羅斯入侵烏克蘭期間，英國宣佈提供3架2018年退役的海王直升機[3]；其後，德國聯邦國防軍再轉讓另外3架。

## 技術規格(SH-3)
基本信息
- 机组：4 (2 機員, 2 反潛操作官)
- 容量：3 乘員

性能
武器

SH-3三視圖

- 2× Mk 46/44 反潛魚雷(SH-3H)
- 各種外掛聲納
- B57 戰術核子彈
- 側門機槍

## 外部連結
- US Navy Fact File（页面存档备份，存于）
- UK Defence Industries Site（页面存档备份，存于）
- Download Sea King for Flight Simulator（页面存档备份，存于）
- S-61 Specs & Photo on flugzeuginfo.net（页面存档备份，存于）

## 相關連結
- 國家地理頻道透視內幕系列（陸戰隊一號）
- 攻击直升机
- CH-53E直升機
- 直-5
- 直-8
- 直-9
- Mi-24
- AN/ALE-47反制灑佈器
- 尼米茲級核動力航空母艦